# Bezzia flavitibia
Bezzia flavitibia är en tvåvingeart som beskrevs av Dow och Turner 1976. Bezzia flavitibia ingår i släktet Bezzia och familjen svidknott. Inga underarter finns listade i Catalogue of Life.